# Nina Janmyr
Nina Janmyr (5 de marzo de 2004) es una deportista sueca que compite en saltos de trampolín. Ganó una medalla de plata en el Campeonato Europeo de Natación de 2024, en la prueba de trampolín 3 m sincro.

## Palmarés internacional
| Campeonato Europeo | Campeonato Europeo | Campeonato Europeo | Campeonato Europeo   |
| Año                | Lugar              | Medalla            | Prueba               |
| ------------------ | ------------------ | ------------------ | -------------------- |
| 2024               | Belgrado (Serbia)  | Medalla de plata   | Trampolín 3 m sincro |